# Plenas
Plenas – gmina w Hiszpanii, w prowincji Saragossa, w Aragonii, o powierzchni 37,95 km². W 2011 roku gmina liczyła 131 mieszkańców.